# Contea di Tattnall
La contea di Tattnall (in inglese Tattnall County) è una contea dello Stato della Georgia, negli Stati Uniti. La popolazione al censimento del 2000 era di 22 305 abitanti. Il capoluogo di contea è Reidsville.